# (10513) 1989 TJ14
1989 تي جاي 14 (ويعرف أيضًا باسم (10513) 1989 تي جاي 14 وفق تسمية الكوكب الصغير) (بالإنجليزية: 1989 TJ14)‏ هو كويكب ضمن حزام الكويكبات؛ وترتيبه 10513 من حيث الاكتشاف.
اكتُشف هذا الجُرم الفلكي بواسطة هنري ديبهون في 2 أكتوبر 1989.

## وصلات خارجية
- (10513) 1989 TJ14 في قاعدة بيانات مختبر الدفع النفاث لأجرام النظام الشمسي الصغيرة

- الاكتشاف · مخطط المدار ·  العناصر المدارية · المعلمات المادية

- (10513) 1989 TJ14 على موقع ويكي سكاي: DSS2, SDSS, GALEX, IRAS, Hydrogen α, X-Ray, Astrophoto, Sky Map, Articles and images